# 2015년 시카고 영화 비평가 협회상
제28회 시카고 비평가 협회상은 2015년 12월 16일에 열린 시상식이다.

## 수상 및 후보

### 작품상
- 매드맥스: 분노의 도로 - 조지 밀러 수상
- 캐롤 - 토드 헤인즈
- 인사이드 아웃 - 피트 닥터
- 레버넌트: 죽음에서 돌아온 자 - 알레한드로 곤잘레스 이냐리투
- 스포트라이트 - 토마스 맥카시

### 감독상
- 매드맥스: 분노의 도로 - 조지 밀러 수상
- 캐롤 - 토드 헤인즈
- 레버넌트: 죽음에서 돌아온 자 - 알레한드로 곤잘레스 이냐리투
- 스포트라이트 - 토마스 맥카시
- 빅쇼트 - 아담 맥케이

### 남우주연상
- 레버넌트: 죽음에서 돌아온 자 - 레오나르도 디카프리오 수상
- 제임스 화이트 - 크리스토퍼 애봇
- 스티브 잡스 - 마이클 패스벤더
- 대니쉬 걸 - 에디 레드메인
- 디 엔드 오브 더 투어 - 제이슨 세걸

### 여우주연상
- 룸 - 브리 라슨 수상
- 캐롤 - 케이트 블란쳇
- 45년 후 - 샬롯 램플링
- 브루클린 - 시얼샤 로넌
- 매드맥스: 분노의 도로 - 샤를리즈 테론

### 남우조연상
- 시카리오: 암살자의 도시 - 베니시오 델 토로 수상
- 그랜마 - 샘 엘리어트
- 스파이 브릿지 - 마크 라이런스
- 99 홈스 - 마이클 섀넌
- 크리드 - 실베스터 스탤론

### 여우조연상
- 엑스 마키나 - 알리시아 비칸데르 수상
- 아노말리사 - 제니퍼 제이슨 리
- 헤이트풀8 - 제니퍼 제이슨 리
- 제임스 화이트 - 신시아 닉슨
- 클라우즈 오브 실스마리아 - 크리스틴 스튜어트

### 각본상
- 스포트라이트 - 토마스 맥카시 외 1명 수상
- 스파이 브릿지 - 맷 차먼 외 2명
- 엑스 마키나 - 알렉스 가랜드
- 헤이트풀8 - 쿠엔틴 타란티노
- 인사이드 아웃 - 피트 닥터 외 2명

### 각색상
- 빅쇼트 - 아담 맥케이 외 1명 수상
- 아노말리사 - 찰리 카우프만
- 브루클린 - 닉 혼비
- 룸 - 엠마 도노휴
- 스티브 잡스 - 아론 소킨

### 외국어영화상
- 사울의 아들 - 라즐로 네메스 수상
- 자객 섭은낭 - 허우 샤오시엔
- 침묵의 시선 - 조슈아 오펜하이머
- 피닉스 - 크리스티안 펫졸드
- 화이트 갓 - 코르넬 문드럭초

### 다큐멘터리상
- 에이미 - 아시프 카파디아 수상
- 카르텔 랜드 - 매튜 하이네만
- 더 헌팅 그라운드 - 커비 딕
- 침묵의 시선 - 조슈아 오펜하이머
- 다음 침공은 어디 - 마이클 무어

### 애니메이션상
- 인사이드 아웃 - 피트 닥터 수상
- 아노말리사 - 찰리 카우프만
- 굿 다이노 - 피터 손
- 스누피:더 피너츠 무비 - 스티브 마티노
- 숀더쉽 - 마크 버튼 외 1명

### 촬영상
- 매드맥스: 분노의 도로 - 존 세일 수상
- 캐롤 - 에드워드 래크먼
- 헤이트풀8 - 로버트 리처드슨
- 레버넌트: 죽음에서 돌아온 자 - 엠마누엘 루베즈키
- 시카리오: 암살자의 도시 - 로저 디킨스

### 음악상
- 헤이트풀8 - 엔니오 모리꼬네 수상
- 캐롤 - 카터 버웰
- 인사이드 아웃 - 마이클 지아치노
- 팔로우 - Disasterpeace
- 매드맥스: 분노의 도로 - 정키 XL

### 편집상
- 매드맥스: 분노의 도로 - 마가렛 식셀 외 1명 수상
- 빅쇼트 - 행크 코윈
- 마션 - 피에트로 스카리아
- 레버넌트: 죽음에서 돌아온 자 - 스티븐 미리온
- 스포트라이트 - 톰 맥아들

### 미술상
- 매드맥스: 분노의 도로
- 자객 섭은낭
- 브루클린
- 캐롤
- 크림슨 피크

### 유망연출상
- 엑스 마키나 - 알렉스 가랜드 수상
- 미니의 19금 일기 - 마리엘 헬러
- 제임스 화이트 - 조쉬 몬드
- 사울의 아들 - 라즐로 네메스
- 러브 앤 머시 - 빌 포래드

### 유망연기상
- 룸 - 제이콥 트렘블레이 수상
- 제임스 화이트 - 크리스토퍼 애봇
- 미니의 19금 일기 - 벨 파울리
- 사울의 아들 - 게자 뢰리히
- 나를 미치게 하는 여자 - 에이미 슈머